# Grimsby (película)
The Brothers Grimsby (Agente contrainteligente, en España, y Espía por error, en Hispanoamérica) es una película británica-estadounidense de 2016, dirigida por Louis Leterrier, escrita por Sacha Baron Cohen, Phil Johnston y Peter Baynham y protagonizada por Sacha Baron Cohen, Penélope Cruz, Mark Strong, Rebel Wilson, Annabelle Wallis, Ian McShane, Gabourey Sidibe, David Harewood, Johnny Vegas e Isla Fisher. Se estrenó el 4 de marzo de 2016, distribuida por Columbia Pictures.

## Sinopsis
Una historia sobre un espía y matón británico cuyo hermano es un ultra fanático de la selección inglesa de fútbol, en la que se ven forzados a colaborar para salvar al mundo y escapar de una peligrosa banda de asesinos que los persiguen. En distintos lugares (sabanas o montañas), se enfrentan a varias dificultades en situaciones y lugares extremos y absurdos (por ejemplo, en el interior del ano de un elefante y la final del mundial de futbol en Santiago de Chile).

## Elenco
- Sacha Baron Cohen: Kyle Alan "Nobby" Butcher
- Mark Strong:[1] Sebastian Graves
- Isla Fisher:[2] Jodie Figgs
- Rebel Wilson:[3] Dawn Grobham
- Annabelle Wallis:[4] Lina Smit
- Ian McShane:[5] MI6 Spy Boss
- Gabourey Sidibe:[5] Banu
- David Harewood:[5] Black Gareth
- Johnny Vegas:[5] Milky Pimms
- Penélope Cruz:[6] Rhonda George
- Scott Adkins: Lukashenko
- Sam Hazeldine: Chilcott

## Producción

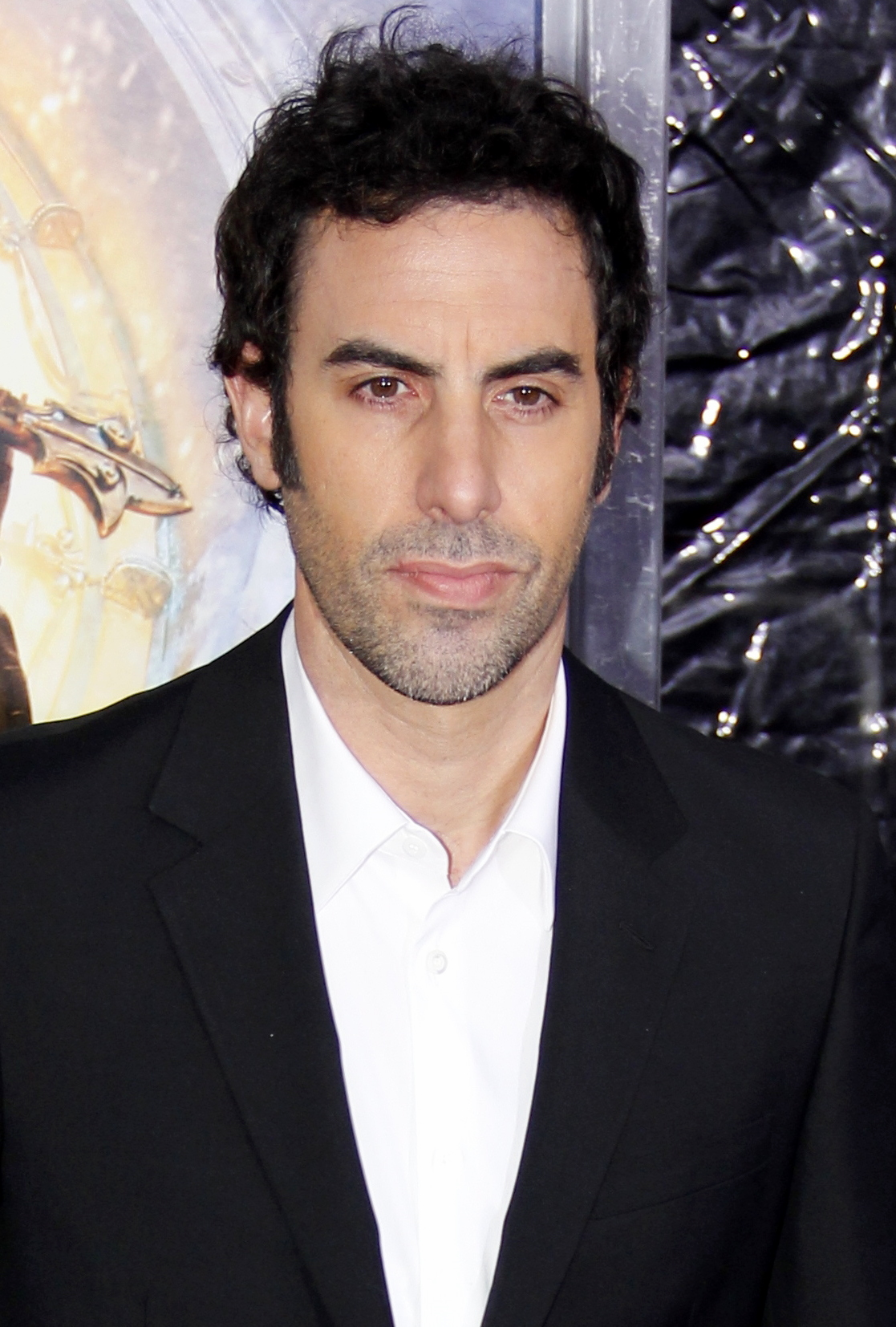
Sacha Baron Cohen en el estreno de Hugo, Nueva York 2011.

En octubre de 2013, Sacha Baron Cohen fue visto en un partido de fútbol llevando una camiseta de Grimsby y hablando con fanáticos después del juego. El 3 de diciembre de 2013, Louis Leterrier fue contratado para dirigir la película. El 13 de febrero de 2014, la película fue trasladada de Paramount Pictures a Columbia Pictures y se anunció que se estrenaría el 31 de julio de 2015. El 24 de abril de 2014, Mark Strong se unió al elenco para interpretar al hermano del personaje de Cohen. El 25 de abril, Annabelle Wallis se unió al elenco. El 11 de junio, Ian McShane, Gabourey Sidibe, David Harewood y Johnny Vegas se unieron al elenco. El 12 de junio, la esposa de Baron Cohen, Isla Fisher se unió al elenco. El 12 de junio, Rebel Wilson se unió al elenco y el 9 de julio, Penélope Cruz también se unió a la película.

### Filmación
El 3 de junio de 2014, Sacha fue visto practicando algunas escenas de fútbol. El rodaje de la película comenzó el 4 de junio. El 3 de julio, el comediante Eric Idle publicó una foto con Baron Cohen en el set. El 10 y 11 de julio, Cohen estuvo filmando la película en una pequeña ciudad en Tilbury. El 14 de julio. Cohen y Strong fueron vistos filmando escenas en las calles. El 17 de agosto, Baron Cohen y Wilson fueron vistos filmando una escena en Cape Town, Sudáfrica.